# Mustafa Kemal Ay
Mustafa Kemal Ay (* 13. Oktober 1997) ist ein türkischer Leichtathlet, der sich auf den Sprint spezialisiert hat.

## Sportliche Laufbahn
Erste internationale Erfahrungen sammelte Mustafa Kemal Ay im Jahr 2022, als er bei den Balkan-Hallenmeisterschaften in Istanbul in 6,79 s den fünften Platz im 60-Meter-Lauf belegte. Im Jahr darauf belegte er bei den Balkan-Meisterschaften in Kraljevo in 10,66 s den siebten Platz im 100-Meter-Lauf und anschließend schied er bei den World University Games in Chengdu mit 10,45 s im Halbfinale aus. Zudem gelangte er dort mit der türkischen 4-mal-100-Meter-Staffel mit 39,69 s auf den siebten Platz. 2024 gewann er bei den Balkan-Meisterschaften in Izmir in 10,18 s die Silbermedaille über 100 Meter hinter seinem Landsmann Kayhan Özer und siegte in 39,54 s im Staffelbewerb. Kurz darauf verpasste er bei den Europameisterschaften in Rom mit der Staffel mit 39,57 s den Finaleinzug. Im Jahr darauf gewann er bei den Balkan-Hallenmeisterschaften in Belgrad in 6,65 s die Silbermedaille über 60 Meter hinter seinem Landsmann Ertan Özkan, ehe er bei den Halleneuropameisterschaften in Apeldoorn mit 6,77 s in der ersten Runde ausschied. Kurz darauf kam er bei den Hallenweltmeisterschaften in Nanjing mit 6,77 s nicht über den Vorlauf über 60 Meter hinaus. Im Juli belegte er bei den Balkan-Meisterschaften in Volos in 10,32 s den fünften Platz über 100 Meter.
In den Jahren 2023 und 2025 wurde Ay türkischer Hallenmeister im 60-Meter-Lauf sowie 2024 in der 4-mal-400-Meter-Staffel.

## Persönliche Bestleistungen
- 100 Meter: 10,18 s (+0,8 m/s), 25. Mai 2024 in Izmir
  - 60 Meter (Halle): 6,65 s, 15. Februar 2025 in Belgrad
- 200 Meter: 21,74 s (+0,9 m/s), 5. Juli 2023 in Izmir